# Le Chapitre
Le Chapitre är en administrativ stadsdel (quartier) i 1:a arrondissementet i centrala Marseille, belägen norr om den östra änden av avenyn Canebière och öster om Boulevard d'Athènes. Stadsdelen hade 7 080 invånare år 2012. 
Området har sitt namn efter det ordenskapitel som fanns här tidigare. Stadsdelen ingår även i det informella område som kallas quartier des Réformés efter den närliggande Réformés-kyrkan, officiellt kallad Saint-Vincent-de-Paul.